# Theodor Bohlmann

Theodor Bohlmann als Lehrer am Stern’schen Konservatorium

Friedrich Heinrich Theodor Bohlmann (* 23. Juni 1865 in Osterwieck; † 18. März 1931 in Memphis) war ein deutscher Pianist, Komponist und Musikpädagoge.

## Leben
Der Sohn des bekannten Juristen Dr. Otto Bohlmann besuchte wie sein Bruder Georg das Königliche Gymnasium in Leipzig, das er 1885 mit dem Reifezeugnis verließ. Daneben erhielt der musikalisch begabte Knabe Klavierunterricht am Leipziger Konservatorium bei Bruno Zwintscher. Auf Wunsch des Vaters nahm Bohlmann zunächst ein wissenschaftliches Studium an der Friedrich-Wilhelms-Universität Berlin auf, ließ sich aber zugleich bei Karl Klindworth an dessen renommiertem Musikinstitut zum Konzertpianisten ausbilden. Er war zudem Schüler von Eugen d’Albert und Moritz Moszkowski.
Sein Debüt feierte er am 3. März 1890 in Berlin. Es folgten ausgedehnte Konzertreisen, unter anderem in die Vereinigten Staaten, wo er bereits im September 1890 eine Professur für Klavier am Konservatorium in Cincinnati annahm.
Vom 1. September 1905 bis 31. August 1908 war er Lehrer am Stern’schen Konservatorium in Berlin. Danach kehrte er nach Cincinnati zurück. Neben seinen Lehrtätigkeiten gab er weiterhin erfolgreich Konzerte und trat auch als Komponist in Erscheinung.
1922 gründete er die Bohlmann School of Music in Memphis.